# 小行星21921
小行星21921（21921 Camdenmiller）是一颗绕太阳运转的小行星，为主小行星带小行星。该小行星于1999年11月3日发现。

## 轨道参数
小行星21921的轨道半长轴为2.2944283 UA，离心率为0.167。